# I'll Cry Tomorrow
I'll Cry Tomorrow és una pel·lícula estatunidenca dirigida per Daniel Mann, estrenada el 1955.

## Argument
Lillian Roth és empesa des de ben jove als escenaris per la seva mare Katie, autoritària i ambiciosa. Per la insistència de la seva mare, Lillian s'ha convertit als divuit anys en una cantant consumada. Famosa, canta en music-halls i fa fins i tot els seus primers passos en el cinema. Lillian reprèn amb un amor de joventut, David Tredman, però la seva mare, sempre disposada a regentar la seva vida, és hostil amb la seva relació. De salut precària, David sucumbeix d'un tumor al cervell a l'hospital, Katie es nega a avisar Lillian per no impedir-li pujar en escena. Després d'una violenta discussió, les dues dones decideixen separar-se. Lillian cau en una depressió, un vespre, una amiga li aconsella beure una copa per ajudar-la a dormir. L'alcohol es convertirà un costum per acabar en dependència. Una nit d'embriaguesa, es casa amb un jove aviador, el matrimoni serà de seguida anul·lat. Lillian, alcoholitzada, és sota la influència de Tony Bardeman, un gàngster que cobeja els seus diners. Maltractat per Tony, Lillian és una desferra. Després d'una última temptativa de suïcidi, Lillian, desesperada, entra als Alcohòlics Anònims. A poc a poc, remunta el pendent, superant les seves crisis gràcies a un grup d'amics i sobretot d'un ancià alcohòlic de qui s'enamora. Torna a cantar i participa en una emissió de televisió a punt per explicar la seva vida.

## Repartiment
- Susan Hayward: Lillian Roth
- Richard Conte: Tony Bardeman
- Eddie Albert: Burt McGuire
- Jo Van Fleet: Katie Roth
- Don Taylor: Wallie
- Ray Danton: David Tredman
- Margo: Selma
- Virginia Gregg: Ellen
- Don Barry: Jerry
- David Kasday: David enfant
- Carole Ann Campbell: Lillian, de nena
- Peter Leeds: Richard Elstead
- Tol Avery: Joe
- Anthony Jochim: Paul
- Jack Daley: El taxista

Actors que no surten als crèdits :
- Peter Brocco: Un Doctor
- Joel Fluellen: Un porter

## Al voltant de la pel·lícula
El film segueix la vida de la cantant estatunidenca, vedette de Broadway i de Hollywood, Lillian Roth.

## Premis i nominacions

### Premis
- 1956: Oscar al millor vestuari per Helen Rose
- 1956: Premi a la interpretació femenina (Festival de Canes) per Susan Hayward

### Nominacions
- 1956: Palma d'Or
- 1956: Oscar a la millor actriu per Susan Hayward
- 1956: Oscar a la millor fotografia per Arthur E. Arling
- 1956: Oscar a la millor direcció artística per Cedric Gibbons, Malcolm Brown, Edwin B. Willis i Hugh Hunt
- 1957: BAFTA a la millor actriu estrangera per Susan Hayward